# Bernard Eschasseriaux
Bernard Eschasseriaux, né le 4 février 1924 à Asnières et mort à Paris le 1er janvier 2010,, est un écrivain et comédien français. Il est principalement connu pour son roman Les Dimanches de Ville-d'Avray. Il a également participé à l'écriture des dialogues du film Cybèle ou Les Dimanches de Ville-d'Avray, tiré de ce roman et réalisé par Serge Bourguignon, qui reçoit l'Oscar du meilleur film étranger en 1962.

## Biographie
En parallèle à sa carrière d'écrivain, il a été professeur d'art dramatique.
Il est le fils du dramaturge Jacques Deval et le demi-frère du romancier Gérard de Villiers.

## Œuvre

### Romans
- Il était un bossu, (1950) dans Les œuvres libres, Nouvelle série no 55, Éditions Librairie Arthème Fayard
- Le Tréteau de la Méduse (1952) Éditions Calmann-Lévy- Prix du Jeune Roman 1952
- Les Dimanches de Ville-d'Avray (1958), Éditions Grasset, réédition, Paris, LGF, coll. « Le Livre de poche » no 3234, 1971
- Ces diables d'anges (1969), collection Mlle age tendre, Éditions Odege-Filipacchi
- La Légende des chiens fous (1970)
- Ohé gitanos! (1971), collection Mlle age tendre, Éditions Filipacchi
- Un amour venu de loin (1972), collection Mlle age tendre-salut les copains, Éditions Filipacchi

### Récit
- Il était un bossu (1951)

### Théâtre
- Don Juan aux enfers (1973), pièce radiophonique
- Don Juan aux enfers, suivi de La Nuit des miracles (1995), version théâtrale de la pièce radiophonique, suivi d'une pièce en un acte